# Cian Uijtdebroeks
Cian Uijtdebroeks   (Abolens, 28 de febrer de 2003) és un ciclista belga, professional des del 2022. El 2022 fitxà per l'equip Bora-Hansgrohe. En el seu palmarès destaca el Tour de l'Avenir del 2022. Des del 2024, corre amb l'equip Team Visma-Lease a Bike.

## Palmarès
- 2020
  - 1r a la Kuurne-Brussel·les-Kuurne júnior
- 2021
  -  Campió de Bèlgica en contrarellotge júnior
  - 1r al Gran Premi West Bohemia
  - 1r a la Clàssica dels Alps júnior
  - Vencedor d'una etapa al Tour de Valromey
  - 1r a l'Aubel-Thimister-Stavelot i vencedor d'una etapa
  - Vencedor d'un etapa a la Cursa de la Pau júnior
- 2022
  - 1r al Tour de l'Avenir i vencedor de 2 etapes
- 2025
  - 1r al Tour de l'Ain i vencedor d'una etapa

### Resultats al Giro d'Itàlia
- 2024. No surt a la 11a etapa

### Resultats a la Volta a Espanya
- 2023. 8è de la classificació general
- 2024. No surt a la 15a etapa